# 人民元
人民元（じんみんげん）は、中華人民共和国の中央銀行である中国人民銀行が発行している通貨である人民幣（じんみんへい、人民币、拼音: Rénmínbì，レンミンビ）の、日本における呼称である。日本では他に、中国元と呼ばれることもある。
略号はRMB、またはISO 4217での通貨コードのCNY。通貨数量の前に¥（円記号）を用いる。なお、香港特別行政区とマカオ特別行政区では、それぞれ独自の通貨単位である香港ドルおよびマカオ・パタカが発行されている。

## 概要
実際に発行、流通する紙幣には、「圆」（「圓」（円）の簡体字）と単位表記されている。「圆」には、発音が同じ「yuán」で画数の少ない「元」を充てるのが習慣となっているため、「人民元」と呼ばれる。ISOコードのCNYは「Chinese yuan」の略であり、そこから「中国元」とも呼ばれている。中国王朝の一つである元は、表記も発音も同じであるものの無関係である。中国語では、貨幣の単位を話し言葉と書き言葉とで使い分け、口語では「元」を「块（塊、拼音: kuài）」と呼ぶ。「塊」はもともと銀塊が通貨として使われたことに由来する。内モンゴル自治区などではモンゴル語で「tügürig」（モンゴル語: ᠲᠦᠭᠦᠷᠢᠭ᠌, тѳгрѳг）と呼ばれているが、モンゴル国のトゥグルグとの混同を避けて「yuani」（モンゴル語: юань）が一般的に使われている。
「元」の補助単位は「角」、「分」が使われ、1元=10角=100分である。「角」は、口語では「毛」であり、少ない数量を示す「毫」が「毛」と略されたものである。広東語では今も毫と呼び、香港とマカオでは毫は香港ドル（圓）とマカオ・パタカ（圓）のそれぞれ1/10を表す公式通貨単位となっている。
1994年までは、人民元とは別に、外貨に交換できる兌換元が発行されていた。
現在中国では、QRコード決済や顔認証決済などといったキャッシュレス決済が著しく普及し、屋台のような店舗でもキャッシュレス決済専用となったり、ATMの撤去も進むなど、特に中国人の間では現金自体がほとんど使われていない進んだキャッシュレス社会となっており、子供や若者が現金を知らないと言われるほどの状況となっている。これは後述のように偽札が非常に多く、現金に信用がなかったことが大きな要因となっている。ただし、外国人観光客などには一定の現金の需要があり、キャッシュレス決済では中国の銀行口座や電話番号と紐付けされているアカウントが必要になる場合もあるため、2023年時点では外国からの旅行者は逆に不便な状況となっている。

## 歴史

### 前史
中国共産党は、その支配地域（解放区）では独自通貨を発行していた。その萌芽は第1次国共合作時代に共産党傘下の農民協会が経営する信用合作社が出した流通券や1928年4月に井崗山一帯で出された通貨であると考えられているが、1931年11月に成立した中華ソビエト共和国の制度が中華人民共和国成立以前の基本的な通貨制度であったと考えられている。中華ソビエト共和国以来、共産党解放区は広範なまとまりを有さず、中国国民党の支配が及ばない地域に小さな解放区が点在し広範なまとまりを見せていなかった。そのため、地域ごとに造幣施設と通貨を出す発券銀行（ソビエト銀行/ソビエト政府農工銀行）が存在してそれぞれが独自の通貨を発行していた。中華ソビエト共和国では1元・2角銀貨、5分・1分・500文・200文銅貨、1元・5角・2角・1角・5分紙幣及び銅元票（10銅元）、制銭票（1串・3串）などが通用していた。これは、1935年の長征後の延安（陝甘寧辺区）においても大きな変化はなかった。
その後、日中戦争における抗日闘争を通じて辺区と呼ばれた共産党の解放区が拡大するにつれて、従来の制度の延長上に貨幣制度が編成された。すなわち、新たに辺区単位で発券銀行である辺区銀行が設置され、辺区銀行及び共産党主導で設置された商社・商店のうち特に許可を与えたものが辺幣（辺鈔・抗幣）と呼ばれる紙幣を発行して当該辺区内にて通用させた。1938年3月20日に五台山を中心とする晋察冀辺区で最初に辺幣が発行されて以後、各地の辺区で発行され最盛期には20種類以上の辺幣が発行された。これは、蔣介石政権及び汪兆銘政権に対する経済面からの攻勢と位置づけられ、事実共産党辺区の拡大とともに流通量が増加していった。
ところが、国共内戦の過程で各地にあった辺区同士が接する事例が増加し、国民政府（蔣介石政権）の金円券のみならず複数の辺幣が混在するようになった。この事態に対して共産党は辺区銀行の統合による発券銀行の統一及び辺幣に替わる新通貨の発行を図った。これが人民元である。

### 初代人民元の発行とデノミネーション実行
1948年12月1日、当時共産党の支配下にあった石家荘に中国人民銀行が開業、初代人民元紙幣が発行された。額面は1元から最大5万元まで62種類あった。5万元という大きい額面が必要だったのは、建国前のハイパーインフレーションの影響で高い物価上昇率が続いていたからである。当時の責任者（後に初代行長）南漢宸は、「人民幣の発行制度は貴金属及び外貨を基礎とするものではなく、解放区人民の求める穀物・綿布・その他生産手段及び生産によって裏付けられている」と述べ、社会主義経済の円滑な運用によって生み出される信用を基盤とする新たな管理通貨制度の創出を宣言した。
この後人民元の開始は思わぬ形で困難を来たした。当初、共産党や中国人民銀行は国共内戦の長期化を予想して現在共産党が把握している華北・華東・西北の辺幣を整理して統一した通貨体系にすることを目標とし、中国人民銀行が発足する以前の同年1月より辺幣の廃止や各辺幣の相互通用措置が行われ、徐々に1元・5元・10元・20元・50元・100元の6種による人民元に切り替える予定であった。ところが、この頃より、共産党軍の攻勢が本格化して予想以上に共産党勢力の拡大が進み、国民政府の金円券の回収問題が浮上してきたのである。そのため、1元・5元などの小額通貨は当面発行を延期（1949年1月に発行開始）して従来の辺幣の維持を迫られることになった。各地の辺幣は1949年1月から回収と人民幣の交換が行われ、1951年11月の新疆省を以ってほぼ完了した。また、金円券の回収も1949年5月の上海占領以後本格化した。また、外貨や金銀は流通が停止され、前者は公定比価で人民元と交換するか、人民銀行の外貨預金にすることが義務付けられ、後者は民間所有こそ許されたものの取引に用いることや輸出は禁じられ、輸入や国内移動も許可制とされた。人民元の開始からほぼ2年で本土における人民元の一本化に成功したのである。だが、内戦とその後の中華人民共和国建設への急展開によって人民元は安定せず、1949年の1年間で物価は75倍となった。
だが、1950年3月に中国本土における国民政府軍の抵抗が終了し、また同月に国家財政収支・重要物資需給・国家機関現金収支の3つの平衡を目指す「三平政策」が開始されて価格などの価値基準である折実単位や国民が許可なく一定額以上の現金を保有することを禁じる（余剰分は人民銀行に預金として預けることが許される）現金管理制度などが導入された。これによってインフレーションは収束傾向に向かったが、インフレ以前の価格に戻るには至らず、1950年には1万元、1953年には5万元が発行された。1955年3月に2代目人民元が紙幣が発行された。物価が安定してきたため、新紙幣発行に伴いデノミネーションを実行した。2代目人民元は、初代人民元1万元を2代目人民元1元とする比率で、紙幣の額面も1分（0.01元）から最大10元までとした。デノミネーションにより、国内の物価表記は日中戦争前の1937年に戻った格好となった。

### 政府による集中管理の時代
計画経済体制の下は、外貨取引はすべて政府が手掛けていた。このときの中国は、外貨を借りず外国投資を受け入れない「独立自主、自力更生」の方針で経済を運営した。限られた貿易取引は、政府による全面的な計画貿易で、貿易損失補填を含め外貨は政府による集中管理だった。人民元は、1955年から1971年まで1米ドル=2.4618元に固定されていた。ニクソン・ショックでブレトン・ウッズ協定の崩壊後、多くの国々は変動相場制に切り替え、中国も米ドル価値の低下による悪影響を防ぐため、1973年に米ドルペッグ制から「通貨バスケット制」に移行した。

### 二重相場制の時代
改革開放によって、海外から中国に来る華僑と外国人観光客が増えた。中国は、これらの華僑と外国人向けの外貨「兌換券」制度を導入した。兌換券は人民元の価値で表示するが、外貨との間で自由に交換できる機能を持っていた。一般人民元は外貨と交換できなかった。外国人は外貨を兌換券に交換し、使い切れなかった場合、外貨に交換し戻すことができた。1981年に中国が確立した人民元為替制度は、これまでの公定レートに貿易決済内部レートを新設して並行させる二重相場制だった。公定レートが1米ドル=1.5元の水準にあったのに対し、貿易決済内部レートは貿易の状況に応じて1米ドル=2.8元の水準に決められた。参考にしたのは、貿易購買力平価の理論だった。実際の国際貿易で取引される商品の国内外価格を比較して決定した。当時の国際貿易で取引される平均外為交換コストを用いて、企業に10パーセントの利益を加えて調整した結果、貿易決済内部レートは1米ドル=2.8元とした。1984年、中国では物価制度を見直した。それまでの計画経済時代は国内の物価はすべて物価局によって定められていたのを、市場経済に転換したことで改革が必要となった。同年発表の「中国共産党中央経済体制改革に関する決定」により物価制度改革がスタートを切った。その一環として1985年1月1日に中国は二重相場制をの廃止を発表し、人民元為替レートを一本化した。公定レートはそれまでの貿易決済内部レート1米ドル=2.8元に設定した。その後、人民元為替レートは輸出外為交換コストの上昇につれて段階的に切り下げられていった。1993年末には1米ドル=5.8元となった。一方、1980年からスタートした貿易に伴う企業間の外為調整センターが誕生し、その後各地で外為調整センターが設立された。1998年に中国は再び二重相場制に入った。それは、外為調整センターでの取引レートと公定レートの二重相場だった。

### 人民元改革と人民元切り上げ・管理変動相場の導入
2005年7月21日に、中国政府が通貨制度改革の実施を発表した。新しい人民元通貨制度は、「市場経済を基礎に、通貨バスケットを参考に調整する管理変動相場制」だと発表した。1998年以来続いた人民元の対米ドル固定相場制に終止符が打たれた。新制度への移行は、人民元の対米ドルレートを1米ドル=8.26元から1米ドル8.11元へ約2パーセント切り上げた。人民元はその後、毎日一定の幅で変動することになった。このとき発表された新制度は、「通貨バスケットを参考に調整する」点で特徴的であり、人民元を米ドル1通貨だけでなく、複数の通貨からなるバスケットに連動させるものである。人民元対米ドルの変化率を計算するには、各バスケットにおける各通貨の比重を掛ける。通貨バスケットの中身は公表されていない。しかし、周小川総裁が、2005年8月10日に行った演説でバスケットの中身について言及したものがある。それによると、「バスケット通貨の選定に関する基本原則は、中国の国際経常収支の主要相手国・地域の通貨を考慮し、貿易収支の比重によって通貨の種類と割合を決定する」とされる。さらに「米ドル、ユーロ、円、ウォンがバスケットの主要構成通貨で、シンガポールドル、英ポンド、マレーシアリンギ、ロシアルーブル、オーストラリアドル、タイバーツ、カナダドルも重要であり、かつ貿易総額100億ドル以上の相手国通貨も無視できない」と述べた。純粋な通貨バスケット制を採っているのであれば、理論上は人民元の上昇・下降は各バスケット通貨の対米ドル変化の比重平均によることになるが、中国人民銀行が発表した新通貨制度は、あくまでも「通貨バスケットを参考に調整する」という管理相場制であり、当局の判断で調整することを意味する。

### 貿易決済
人民元建ての貿易決済は認められていなかったが、2009年7月、中国人民銀行など政府関連6機関が公布した『跨境貿易人民幣結算試点管理弁法』に基づいて、香港、マカオやASEAN諸国などの一部の国の企業と許可を受けた中国企業間における人民元建て貿易決済が試験的に開始された。
その後の段階的な規制緩和により、一般的に香港、シンガポール等など中国本土外で取引できるオフショア人民元（CNH）が成立した。中国人民銀行が毎日定時に為替レートを公表しているオンショア人民元（CNY）に対して、オフショア人民元は為替変動制限が緩和されているなど、規制当局や市場参加者また流通範囲などの違いもあり、一般的に同一通貨ではあるが取引規制や市場などが異なることからCNHと表記されている。

### 直接取引
2014年6月、中国人民銀行はポンドと人民元の直接取引の開始を発表した。直接取引はオーストラリア・ドル、ニュージーランド・ドル、日本円、米ドルに次いで5通貨目となる。

### 人民元の国際化とSDR構成通貨
世界第2位の経済規模となった中国は、2015年頃人民元決済を広げようとする動きを見せ始めた。2015年11月に、国際通貨基金（IMF）は、5年に1度の「特別引出権（Special Drawing Right；SDR）」の構成通貨の見直し時期を迎えた。
「特別引出権」とはIMF加盟国に出資額に応じて割り当てられ、通貨危機などの緊急時に引き換えて外貨を引き出せる仕組みである。2015年10月までの時点では、米ドル、日本円、ユーロ、英ポンドの相場で価値が決まるが、人民元がこれに加われば、人民元の通貨としての信用が高まり、同時に元の国際化にも弾みがつく。中国は、2010年の特別引出権検討の際に、人民元が構成から見送られた経緯があり、これに向けて総力を挙げてきた。
まず2015年8月、中国は元の対米ドルの基準値を前日終値を重視して決めるように制度変更し、人民元の実質的な切り下げを行った。同年9月、李克強首相は、大連での国際会議で「中国は特別引出権の構成通貨への加入を望んでいる。これは人民元を徐々に国際化するためだけでなく、発展途上国の大国として担うべき国際的責任を果たすためである。」と述べた。
これに対してイギリスとフランスの財務担当閣僚が相次いで北京入りし、人民元の特別引出権の構成通貨入りへの支持を表明した。IMFも上述制度変更を「中国が基準を満たすための必要なステップを踏むことが、最も重要だ」として評価した。これに対して日本とアメリカ合衆国は慎重姿勢であり、特に2015年の人民元の切り下げに関してルー財務長官は、米紙への寄稿で「最近の為替政策の急激な変更で、人民元は対米ドルで3パーセント下落し、世界の金融市場の混乱を招いた」としてクギを刺し、日本の麻生太郎財務大臣兼金融担当大臣も会見で「人民元が国際通貨になることは決して悪くない」としつつ「突然、政府が介入するというようなことをやっている間は、大丈夫かということになる」と苦言を呈した。
2015年10月27日朝日新聞夕刊の報道によると、IMF関係者が同年同月26日、「一連の中国当局による人民元自由化の動きはポジティブだ。最終判断は理事会で決まるが、採用の方向になるだろう」と話したとされる。IMF報道官も、「意思決定はされていない」としつつ、「スタッフが来月の理事会に向けた報告書の最終調整をしている」とコメントしたともされ、特別引出権の構成通貨に人民元が採用される見通しとなったと報じた。
この背景には、かつての中国が抱えていた、為替レートや金利、資本取引を巡る規制の多さという問題の解消があげられる。2015年10月23日預金金利の上限規則を撤廃すると発表し、完全自由化を目指していることを国際社会へ改革姿勢をアピールしたことなどが評価されたとされる。欧州などが賛成する中、米国のルー財務長官も支持に回り、日本の麻生財務相も容認に傾いた。11月13日IMFは、人民元のSDRへの採用を妥当とした報告書を理事会に提出した。
中国人民銀行は翌11月14日に、「SDRに人民元が加われば、SDRの魅力が高まり、世界と中国双方に利益になる」との談話を発表した。11月30日のIMF理事会はSDR採用を決定、関係筋は全会一致としており、かつて慎重派だった日米政府も歓迎を表明した。
11月30日、IMF理事会は2016年10月からのSDRの構成通貨に、人民元を加えることを正式に決めた。SDRの価値を計算する際の構成比については、米ドル41.73パーセント、ユーロ30.93パーセント、人民元10.92パーセント、日本円8.33パーセント、英ポンド8.09パーセントとした。SDRは市場で取引されているものではなく、実際の為替市場への影響は少ないと見られている。
ラガルド専務理事、同日、「世界の金融システムに中国経済を融合する上で重要な一里塚だ」と指摘した。中国の過去数年の金融改革を評価したうえで、さらなる改革を求めた。今回の決定は象徴的な意味合いが大きいが、IMFから「お墨付き」が得られたことで、人民元の利用が広がる可能性がある。SDR構成通貨入りの条件としては、その通貨を持つ国や地域の「輸出額の大きさ」と「通貨が自由に取引できるかどうか」の2つが判断基準である。
世界最大の貿易額を誇る中国は「輸出額」の条件は5年前にクリアしており、取引の自由度についても、今回の見直し期には基準を満たしたと判断された。ただ、中国は投資目的などでは国境を越えた人民元のやり取りを現在でも規制しており、完全に自由に使える通貨とは言えない面もある。
構成比に関してドル、ユーロに次ぐ第3の通貨の地位を認められたのは、IMFが輸出の規模や各国が持つ外貨準備に加え、為替市場での取引額なども考慮したからである。貿易などで使われる割合の順位で、人民元は急上昇している。銀行間のネットワークを運営する国際銀行間通信協会（SWIFT）によると、人民元は2010年は割合の順位が35位であり、割合もわずか0.03パーセントにすぎなかったのが、2015年8月になると順位にして4位、割合にして2パーセントとなっていた。
中国人民銀行は2015年12月23日、人民元の国際化を加速させる目的で、人民元取引が増えているヨーロッパの金融機関に配慮して2016年1月4日より、人民元取引時間をそれまでの7時間から14時間に倍増させると、発表した。上海での外国為替市場での人民元取引の終了時間は、それまでは午後4時半であったが、午後11時半に繰り下げるとした。

### 人民元のデジタル化
中国人民銀行は2014年にデジタル通貨（中央銀行デジタル通貨）の研究開発を世界で最初に開始した中央銀行の1つだった。一部商業銀行との間で実験的な取引を2016年に行い、2020年10月から中国人民銀行は初の公開実験として深圳市において抽選で選ばれた5万人を対象に1000万人民元（約1.5億円相当）のデジタル通貨を発行した。
「デジタル人民元」の発行は、流通コストを削減してマネーサプライの管理が強化され、消費行動を監視でき、金融政策と人民元の国際化にも寄与する。また、米中の金融覇権競争という面もあり、中国人民銀行は系列の金融誌で「世界的なドルの独占を打破するために、デジタル通貨を発行する最初の国になる必要がある」と主張している。2019年7月に中国人民銀行研究局局長兼貨幣金銀局局長の王信はフェイスブックの仮想通貨であるリブラは価値を裏付ける資産として米ドル、日本円、ユーロ、英ポンドをバスケットに保有するも「実質的に連動する米ドルの基軸通貨の地位を強化する」と懸念を示して中国はデジタル通貨の発行も検討していることに触れ、これに対して同年10月にフェイスブックCEOのマーク・ザッカーバーグは中国の巨大な経済圏構想である一帯一路の一部として「デジタル人民元」に言及して危機感を表明して米国が国際金融の覇権を握る上での「リブラ」の重要性をアメリカ議会で訴えた。

## 流通している紙幣
1999年10月1日より建国50周年を記念し第5版（セット）の発行が始まり、その後2005年8月31日より第5版改訂版の発行が始まっている。ユーリオン模様を導入するなど、第4版に比べ、偽造対策と耐久性の向上が図られている。2015年から2020年にかけて、第5版紙幣に新たな偽造防止技術を導入する改訂が行われた（偽造紙幣の多い100元紙幣は優先的に2015年11月12日に、その他は2019年・2020年に発行）。最高額紙幣は100元であり、高額紙幣がないことも中国でQRコード決済などのキャッシュレス決済が急速に普及し、現金を駆逐した要因の一つである。
デザインは、アラビア数字が用いられ、中央の漢数字表記の背景に中国でよく使われる花の図案化、表面にすべて毛沢東の肖像画を使用。裏面には代表的な少数民族の言語として、モンゴル文字（モンゴル語）、チベット文字（チベット語）、アラビア文字（ウイグル語）、アルファベット（チワン語）の4種類が表記されている。
毛沢東の肖像が単独で用いられたのは第5版からであり、それ以前の第4版は満州族、モンゴル族、漢民族、回族、高山族、プイ族、朝鮮族、チワン族、チベット族、ウイグル族、イ族、トン族、ミャオ族といった中国の少数民族の肖像が多く、毛沢東の肖像は周恩来、劉少奇、朱徳とともに描かれた100元のみだった。
第5版としては1元以上の6種類。ただし現在、以前の版の小額紙幣も流通している。また、毛沢東の肖像がない記念貨幣も存在し、例えば2000年を記念した100元紙幣は表面は龍が描かれて裏面に中華世紀壇が描かれた。
現在有効なのは第5版と、第4版のうち5角と1角の紙幣である。第3版と第2版の紙幣は廃止されている。第1版は1953年に行われた10000分の1のデノミネーションにより廃止されている。なお、第2版の「分」単位の紙幣は2007年4月1日に廃止されている。現在は1角以上まとまった場合に限り、指定金融機関で角以上の紙幣との交換が可能となっている。
人民元の紙幣の記番号は、現在有効な紙幣では、基本的にはアルファベット2桁＋数字8桁で、第5版紙幣ではアルファベット2桁と数字のうち先頭の2桁が赤色で残りは黒色、第4版の5角・1角紙幣では全て赤色という構成となっている。ただし、発行枚数が多くてこの形式の記番号でありうる全ての組み合わせを使い切ってしまった場合は、1桁目と3桁目をアルファベットとし、2桁目と4～10桁目を数字とする形式に変更している。さらにその次は1桁目と4桁目をアルファベットとし、残りを数字とする形式、またその次は1桁目と5桁目をアルファベットとし、残りを数字とする形式に変更している。
印章については、第5版紙幣では裏面に「行長之章」の正方形の印章が印刷されている。第4版紙幣では「行長之章」のほか、「副行長章」の印章が印刷されていた。
中国人民銀行は2018年5月1日より、第4版のうち5角、1角を除く紙幣、および1角硬貨の流通を停止することを明らかにした。

### 第5版人民幣
| 額面  | サイズ      | 主要な色 | 表面の肖像画 | 裏面のモチーフ                   | 漢数字 背景 | 発行年月日                                                                                |
| ----- | ----------- | -------- | ------------ | -------------------------------- | ----------- | ----------------------------------------------------------------------------------------- |
| 100元 | 156 x 77 mm | 赤       | 毛沢東       | 人民大会堂                       | 梅          | 1999年第5版1999年10月1日 2005年第5版改訂版2005年8月31日 2015年第5版再改訂版2015年11月12日 |
| 50元  | 151 x 70 mm | 青緑     | 毛沢東       | チベット・ラサのポタラ宮         | 菊          | 1999年第5版2001年9月1日 2005年第5版改訂版2005年8月31日 2019年第5版再改訂版2019年8月30日   |
| 20元  | 146 x 70 mm | 茶色     | 毛沢東       | 桂林の漓江                       | 蓮          | 1999年第5版2000年10月16日 2005年第5版改訂版2005年8月31日 2019年第5版再改訂版2019年8月30日 |
| 10元  | 140 x 70 mm | 青       | 毛沢東       | 長江三峡の瞿塘峡の夔門（きもん） | 薔薇        | 1999年第5版2001年9月1日 2005年第5版改訂版2005年8月31日 2019年第5版再改訂版2019年8月30日   |
| 5元   | 135 x 63 mm | 紫       | 毛沢東       | 山東省の泰山                     | 水仙        | 1999年第5版2002年11月18日 2005年第5版改訂版2005年8月31日 2020年第5版再改訂版2020年11月5日 |
| 1元   | 130 x 63 mm | 緑       | 毛沢東       | 杭州西湖                         | 蘭          | 1999年第5版2004年7月30日 2019年第5版改訂版2019年8月30日                                   |

### 過去の版（現在も有効）
| 額面 | サイズ      | 主要な色 | 表面の絵柄         | 裏面の絵柄               | 発行年月日               |
| ---- | ----------- | -------- | ------------------ | ------------------------ | ------------------------ |
| 5角  | 125 x 58 mm | 赤紫     | ミャオ族・チワン族 | 中華人民共和国国章・彩紋 | 1980年第4版1987年4月27日 |
| 1角  | 115 x 52 mm | 茶       | 高山族・満州族     | 中華人民共和国国章・彩紋 | 1980年第4版1988年9月22日 |

## 現在流通している硬貨
現在有効な硬貨（記念硬貨を除く）は、第4版・第5版の1元・5角と、第5版の1角、及び第2版の5分・2分・1分である（下表に詳細を示す）。第4版の1角硬貨（アルミニウムとマグネシウムの合金、直径は現行のものより大きい22.5mm、絵柄は表に中華人民共和国国章・裏に菊の花、1992年6月1日発行）は2018年に流通停止され無効とされた。前述のように現在ではQRコードをはじめとするキャッシュレス決済が当たり前となり、現金自体がほとんど流通していないため、2019年に発行された新硬貨（第5版改訂版の1元・第5版改訂版の5角・第5版再改訂版の1角）を見かける機会もかなり少ない。
金額の小さい5分・2分・1分の硬貨については、貨幣価値の低下により、キャッシュレス決済が当たり前になるよりも以前の1990年代辺りから大都市ではほとんど見られなくなり、地方でもやがてほとんど見られなくなった。現在では現金取引の場合、角単位に丸められるのが普通となっており、分の単位の硬貨はほぼ銀行にて流通するのみとなっている。またキャッシュレス決済が当たり前になった現在では、現金取引の場合の5角・1角の硬貨の流通停止も検討されている。
| 額面 | 版            | 直径    | 材質                             | 絵柄                                 | 発行年月日     | 備考                                                                     |
| ---- | ------------- | ------- | -------------------------------- | ------------------------------------ | -------------- | ------------------------------------------------------------------------ |
| 1元  | 第4版※        | 25mm    | ニッケルメッキ鋼鉄               | 表：中華人民共和国国章、裏：牡丹の花 | 1992年6月1日   |                                                                          |
| 1元  | 第5版※        | 25mm    | ニッケルメッキ鋼鉄               | 裏：菊の花                           | 2000年10月16日 |                                                                          |
| 1元  | 第5版改訂版   | 22.25mm | ニッケルメッキ鋼鉄               | 裏：菊の花                           | 2019年8月30日  | 表面の金額の数字は斜体、表面の金額の数字「1」の中に「￥」「1」の潜像あり |
| 5角  | 第4版※        | 20.5mm  | 黄銅                             | 表：中華人民共和国国章、裏：梅の花   | 1992年6月1日   |                                                                          |
| 5角  | 第5版※        | 20.5mm  | 黄銅メッキ鋼鉄                   | 裏：蓮の花                           | 2002年11月18日 |                                                                          |
| 5角  | 第5版改訂版   | 20.5mm  | ニッケルメッキ鋼鉄               | 裏：蓮の花                           | 2019年8月30日  | 表面の金額の数字は斜体                                                   |
| 1角  | 第5版※        | 19mm    | アルミニウムとマグネシウムの合金 | 裏：蘭の花                           | 2000年10月16日 |                                                                          |
| 1角  | 第5版改訂版※  | 19mm    | ステンレス                       | 裏：蘭の花                           | 2005年8月31日  |                                                                          |
| 1角  | 第5版再改訂版 | 19mm    | ステンレス                       | 裏：蘭の花                           | 2019年8月30日  | 表面の金額の数字は斜体                                                   |
| 5分  | 第2版※        | 24mm    | アルミニウムとマグネシウムの合金 | 表：中華人民共和国国章、裏：麦の穂   | 1957年12月1日  | 2000年を最後に新規製造されていない                                       |
| 2分  | 第2版※        | 21mm    | アルミニウムとマグネシウムの合金 | 表：中華人民共和国国章、裏：麦の穂   | 1957年12月1日  | 2000年を最後に新規製造されていない                                       |
| 1分  | 第2版※        | 18mm    | アルミニウムとマグネシウムの合金 | 表：中華人民共和国国章、裏：麦の穂   | 1957年12月1日  | 2018年を最後に新規製造されていない                                       |

※印は現在新規製造されていないが有効。

## 偽札問題とその後
中華人民共和国では、2014時点で100元、50元、20元、10元、5元の紙幣と1元のコインで偽札・偽硬貨が相当数流通しているが、ほとんどが最高額紙幣である100元または50元紙幣の偽札である。100元紙幣を渡したときは、受け取り側は、念入りに見て透かしなどを確認したり、手で擦ってインクが滲まないか、凹凸があるか、紙幣番号を確認する。そのため銀行のみならず、両替商や飲食店にも紙幣識別機を常備している。
ATMでも、支払い紙幣に偽札が出てくる場合もあり、偽札の場合は、その場を動かずATM脇の監視カメラに向かって「偽札申告」をしなければ、真札と交換して貰えない。なお、気がつかずに偽札を受け取った場合、罪に問われることはないが、偽札は没収される上、警察や銀行での補償は一切ないため、偽札があっても意に介さず、そのまま偽札を使っているのが実態である。キャッシュレス決済が当たり前となる以前は、流通している紙幣の3割ほどが偽札と言われるほどの状況であった。
なお、偽札と知りながらの所持・使用は、比較的高額の場合、3年以下の懲役もしくは1万人民元以上10万人民元以下の罰金、もしくはこの両方が併科される。
2015年9月中旬には、広東省恵州市にて、新中国建国以来最大規模の偽札事件が公安当局に摘発された。最高額紙幣の100元札で2億1000万元（約39億8000万円）分の偽札（重ねると66階建てのビルに相当する）が押収された。偽札印刷工場は、摘発を防ぐため別目的の工場内に密かに作られており、事務所の書棚を押すと隠し通路が現れる仕組みだった。『広州日報』によると押収額、容疑者数（29人）とも、1949年の新中国建国以来過去最大という。中国では2015年11月12日に、最新の偽札防止策を施した新100元札が発行されたので、偽造グループは「最後の機会」として、偽札をフル生産していた。
1988年に100元紙幣が登場しているが、1988年と比べて物価は2013年時点では50倍近くのインフレーションで上昇し、経済発展に伴う物価の上昇を受けて、これまでも1,000元紙幣や1万元紙幣など高額紙幣の発行が取り沙汰されてきたが、偽札による被害が増えかねないため、未だに実現していない。
2016年4月には、北朝鮮製の偽100元札の流通が報じられた。
2020年代ではAlipayや微信支付により、QRコード決済によるキャッシュレス社会化が急速に進められている。キャッシュレス化自体の固有の問題や、外国人の導入ハードルがやや高いなど課題はあるものの、現金の使用率自体は減ってきていることから、おのずと偽札問題は一時よりは鳴りを潜めるようになっている。

## 為替レート
| 対ドル |  | 対円 |
| 対ドル |  | 対円 |

参考：ニューヨーク連邦準備銀行のForeign Exchange Rates Historical Search。